# Juan Antonio Aznárez Cobo

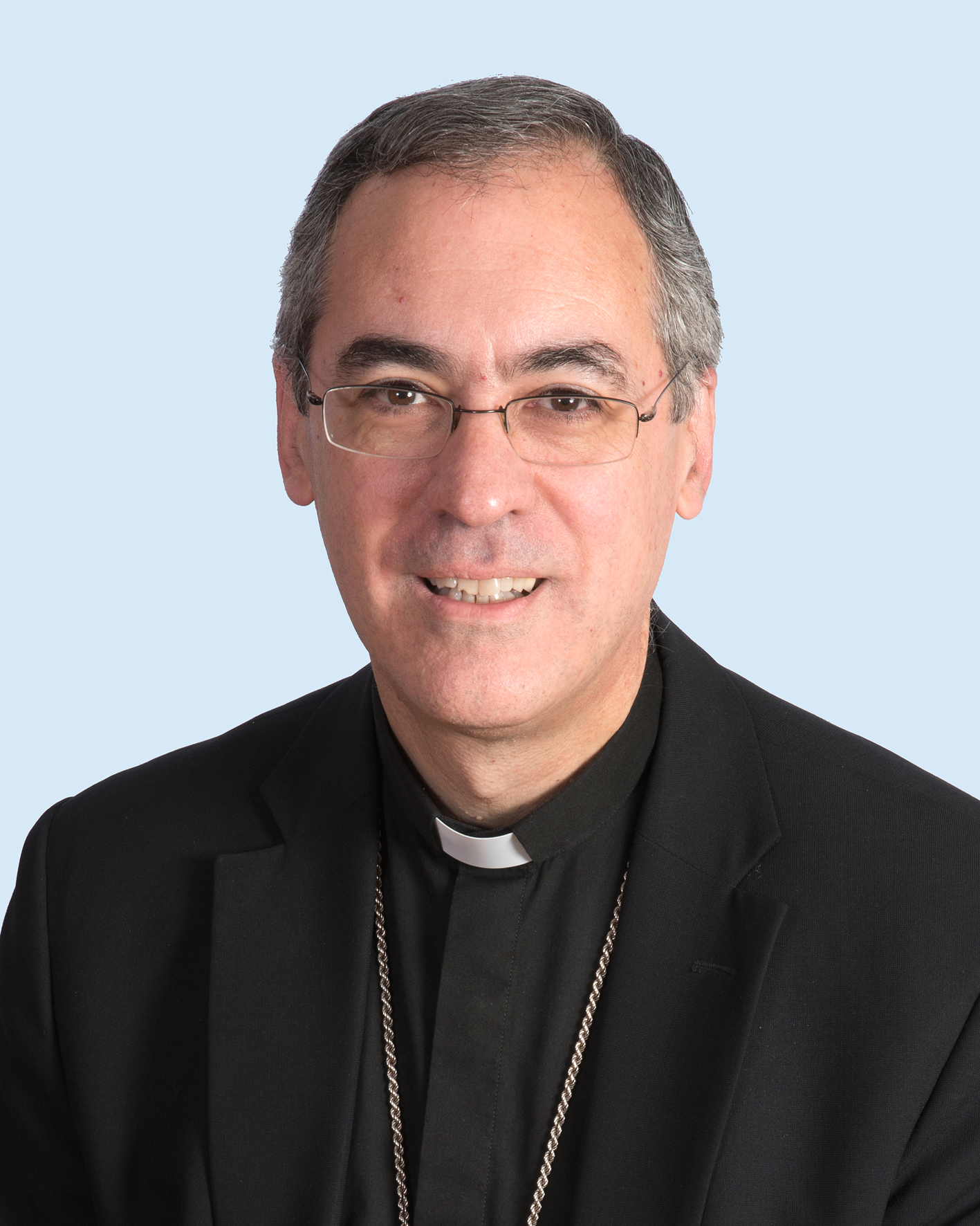
Bischof Juan Antonio Aznárez Cobo

Wappen von Juan Antonio Aznárez Cobo als Weihbischof in Pamplona y Tudela

Juan Antonio Aznárez Cobo (* 14. Januar 1961 in Eibar) ist ein spanischer Geistlicher und römisch-katholischer Militärerzbischof von Spanien.

## Leben
Der Erzbischof von Pamplona y Tudela, José María Cirarda Lachiondo, weihte ihn am 27. Oktober 1990 zum Priester. 
Papst Benedikt XVI. ernannte ihn am 9. Juni 2012 zum Weihbischof in Pamplona y Tudela und zum Titularbischof von Bisuldino. Der Erzbischof von Pamplona y Tudela, Francisco Pérez González, spendete ihm am 9. September desselben Jahres die Bischofsweihe. Mitkonsekratoren waren der Apostolische Nuntius in Spanien, Erzbischof Renzo Fratini, und der emeritierte Erzbischof von Palmplona y Tudela, Fernando Sebastián Aguilar CMF.
Am 15. November 2021 ernannte ihn Papst Franziskus zum Militärerzbischof von Spanien. Die Amtseinführung erfolgte am 9. Januar 2022.